# St. Louis Blues
För andra betydelser, se St. Louis Blues (olika betydelser).
St. Louis Blues är en amerikansk ishockeyorganisation vars lag är baserat i Saint Louis i Missouri och har varit medlemsorganisation i National Hockey League (NHL) sedan den 9 februari 1966. Hemmaarena är Enterprise Center, vilken invigdes den 8 oktober 1994 som Kiel Center. Laget spelar i Central Division tillsammans med Chicago Blackhawks, Colorado Avalanche, Dallas Stars, Minnesota Wild, Nashville Predators, Utah Mammoth och Winnipeg Jets.
Blues har vunnit Stanley Cup för säsongen 2018−2019. De har haft en del namnkunniga spelare genom åren som Bernie Federko, Brett Hull, Al MacInnis, Chris Pronger, Keith Tkachuk, Pierre Turgeon, Doug Gilmour, Grant Fuhr, Adam Oates, Glenn Hall, Joe Mullen, Brendan Shanahan, Curtis Joseph, Doug Weight, Garry Unger, Brian Sutter och Alex Pietrangelo.

## Historia

### Stanley Cup-spel
Blues spelade Stanley Cup finaler sina tre första år (1968, 1969, 1970). I samtliga dessa finalserier förlorade laget med 4-0.

#### 1960-talet
- 1968 – Förlorade i finalen mot Montreal Canadiens med 4-0 i matcher.
- 1969 – Förlorade i finalen mot Montreal Canadiens med 4-0 i matcher.

#### 1970-talet
- 1970 – Förlorade i finalen mot Boston Bruins med 4-0 i matcher.
- 1979 – Missade slutspel.

#### 1980-talet
- 1980 – Förlorade i första ronden mot Chicago Black Hawks med 3-0 i matcher.
- 1989 – Förlorade i andra ronden mot Chicago Blackhawks med 4-1 i matcher.

#### 1990-talet
- 1990 – Förlorade i andra ronden mot Chicago Blackhawks med 4-3 i matcher.
- 1999 – Förlorade i andra ronden mot Dallas Stars med 4-2 i matcher.

#### 2000-talet
- 2000 – Förlorade i första ronden mot San Jose Sharks med 4–3 i matcher.
- 2009 – Förlorade i första ronden mot Vancouver Canucks med 4-0 i matcher.

#### 2010-talet
- 2010 – Missade slutspel.
- 2018 – Missade slutspel.
- 2019 – Vann finalen mot Boston Bruins med 4-3 i matcher.
  - Jake Allen, Ivan Barbasjov, Jordan Binnington, Samuel Blais, Robert Bortuzzo, Jay Bouwmeester, Tyler Bozak, Chris Butler, Michael Del Zotto, Vince Dunn, Joel Edmundson, Robby Fabbri, Carl Gunnarsson, Jordan Kyrou, Mackenzie MacEachern, Patrick Maroon, Jordan Nolan, Ryan O'Reilly, Colton Parayko, David Perron, Alex Pietrangelo (C), Zach Sanford, Brayden Schenn, Jordan Schmaltz, Jaden Schwartz, Alexander Steen, Oskar Sundqvist, Vladimir Tarasenko, Robert Thomas &  Chris Thorburn – Craig Berube

#### 2020-talet
- 2020 – Förlorade i första ronden mot Vancouver Canucks med 4-2 i matcher.
- 2025 – Förlorade i första ronden mot Winnipeg Jets med 4-3 i matcher.

Spelare med kursiv stil fick inte sina namn ingraverade på Stanley Cup-pokalen.

## Nuvarande spelartrupp

### Spelartruppen 2025/2026
Senast uppdaterad: 26 juli 2025.

Alla spelare som har kontrakt med St. Louis Blues och har spelat för dem under aktuell säsong listas i spelartruppen. Spelarnas löner är i amerikanska dollar och är vad de skulle få ut om de vore i NHL-truppen under hela grundserien (oktober–april). Löner i kursiv stil är ej bekräftade.
| Målvakter                                                                                     | Målvakter  | Målvakter             | Målvakter             | Målvakter   | Målvakter | Målvakter | Målvakter      | Målvakter                  | Målvakter | Målvakter |
| Nr                                                                                            |            | Namn                  | Namn                  | Lön 25/26   |           | Kontrakt  | Kom till laget | Kom ifrån                  |           |           |
| --------------------------------------------------------------------------------------------- | ---------- | --------------------- | --------------------- | ----------- | --------- | --------- | -------------- | -------------------------- | --------- | --------- |
| 1                                                                                             | Ryssland   | Vadim Zjerenko        | Vadim Zjerenko        | $775 000    | [ 9 ]     | 2026      | 2022           | Ilves                      |           |           |
| 30                                                                                            | Kanada     | Joel Hofer            | Joel Hofer            | $3 400 000  | [ 10 ]    | 2027      | 2023           | Springfield Thunderbirds   |           |           |
| 31                                                                                            | Kanada     | Will Cranley          | Will Cranley          | $775 000    | [ 11 ]    | 2026      | 2023           | Flint Firebirds            |           |           |
| 45                                                                                            | Kanada     | Colten Ellis          | Colten Ellis          | $775 000    | [ 12 ]    | 2027      | 2021           | Charlottetown Islanders    |           |           |
| 50                                                                                            | Kanada     | Jordan Binnington     | Jordan Binnington     | $6 500 000  | [ 13 ]    | 2027      | 2018           | San Antonio Rampage        |           |           |
| Backar                                                                                        |            |                       |                       |             |           |           |                |                            |           |           |
| Nr                                                                                            |            | Namn                  | Namn                  | Lön 25/26   |           | Kontrakt  | Kom till laget | Kom ifrån                  |           |           |
| 6                                                                                             | Sverige    | Philip Broberg        | Philip Broberg        | $4 580 917  | [ 14 ]    | 2026      | 2024           | Edmonton Oilers            |           |           |
| 17                                                                                            | USA        | Cam Fowler            | Cam Fowler            | $6 250 000  | [ 15 ]    | 2026      | 2024           | Anaheim Ducks              |           |           |
| 47                                                                                            | USA        | Torey Krug            | Torey Krug            | $6 500 000  | [ 16 ]    | 2027      | 2020           | Boston Bruins              |           |           |
| 51                                                                                            | USA        | Matt Kessel           | Matt Kessel           | $800 000    | [ 17 ]    | 2026      | 2023           | Springfield Thunderbirds   |           |           |
| 55                                                                                            | Kanada     | Colton Parayko − A    | Colton Parayko − A    | $8 000 000  | [ 18 ]    | 2030      | 2015           | Alaska Nanooks             |           |           |
| 62                                                                                            | Kanada     | Michael Buchinger     | Michael Buchinger     | $870 000    | [ 19 ]    | 2027      | 2023           | Guelph Storm               |           |           |
| 64                                                                                            | USA        | Corey Schueneman      | Corey Schueneman      | $775 000    | [ 20 ]    | 2026      | 2024           | Springfield Thunderbirds   |           |           |
| 72                                                                                            | USA        | Justin Faulk − A      | Justin Faulk − A      | $4 500 000  | [ 21 ]    | 2027      | 2019           | Carolina Hurricanes        |           |           |
| 75                                                                                            | Kanada     | Tyler Tucker          | Tyler Tucker          | $900 000    | [ 22 ]    | 2027      | 2024           | Springfield Thunderbirds   |           |           |
| 77                                                                                            | Sverige    | Theo Lindstein        | Theo Lindstein        | $950 000    | [ 23 ]    | 2027      | 2024           | Brynäs IF                  |           |           |
| 77                                                                                            | Sverige    | Leo Lööf              | Leo Lööf              | $867 500    | [ 24 ]    | 2026      | 2023           | Ilves                      |           |           |
| 87                                                                                            | Kanada     | Marc-André Gaudet     | Marc-André Gaudet     | $775 000    | [ 25 ]    | 2027      | 2022           | Saguenéens de Chicoutimi   |           |           |
| --                                                                                            | Kanada     | Quinton Burns         | Quinton Burns         | $870 000    | [ 26 ]    | 2027      | 2025           | Kingston Frontenacs        |           |           |
| --                                                                                            | Kanada     | Lukas Fischer         | Lukas Fischer         | $872 500    | [ 27 ]    | 2028      | 2025           | Sarnia Sting               |           |           |
| --                                                                                            | Tjeckien   | Adam Jiříček          | Adam Jiříček          | $975 000    | [ 28 ]    | 2027      | 2024           | HC Plzeň                   |           |           |
| --                                                                                            | Sverige    | Samuel Johannesson    | Samuel Johannesson    | $870 000    | [ 29 ]    | 2026      | 2024           | Örebro HK                  |           |           |
| --                                                                                            | Kanada     | Pierre-Olivier Joseph | Pierre-Olivier Joseph | $775 000    | [ 30 ]    | 2026      | 2025           | Pittsburgh Penguins        |           |           |
| --                                                                                            | Kanada     | Logan Mailloux        | Logan Mailloux        | $832 500    | [ 31 ]    | 2026      | 2025           | Rocket de Laval            |           |           |
| --                                                                                            | USA        | Hunter Skinner        | Hunter Skinner        | $775 000    | [ 32 ]    | 2026      | 2023           | Hartford Wolf Pack         |           |           |
| Forwards                                                                                      |            |                       |                       |             |           |           |                |                            |           |           |
| Nr                                                                                            |            | Namn                  | Pos                   | Lön 25/26   |           | Kontrakt  | Kom till laget | Kom ifrån                  |           |           |
| 9                                                                                             | Frankrike  | Alexandre Texier      | YF/C                  | $2 100 000  | [ 33 ]    | 2026      | 2024           | Columbus Blue Jackets      |           |           |
| 10                                                                                            | Kanada     | Brayden Schenn − C    | C/VF                  | $6 500 000  | [ 34 ]    | 2028      | 2017           | Philadelphia Flyers        |           |           |
| 13                                                                                            | Ryssland   | Aleksej Toroptsenko   | VF/HF                 | $1 700 000  | [ 35 ]    | 2026      | 2021           | Springfield Thunderbirds   |           |           |
| 18                                                                                            | Kanada     | Robert Thomas − A     | C/HF                  | $10 500 000 | [ 36 ]    | 2031      | 2018           | Hamilton Bulldogs          |           |           |
| 21                                                                                            | USA        | Jimmy Snuggerud       | HF                    | $950 000    | [ 37 ]    | 2027      | 2025           | Minnesota Golden Gophers   |           |           |
| 25                                                                                            | Kanada     | Jordan Kyrou          | HF                    | $10 500 000 | [ 38 ]    | 2031      | 2019           | San Antonio Rampage        |           |           |
| 26                                                                                            | Australien | Nathan Walker         | VF                    | $775 000    | [ 39 ]    | 2026      | 2024           | Springfield Thunderbirds   |           |           |
| 52                                                                                            | Kanada     | Zach Dean             | C                     | $832 500    | [ 40 ]    | 2026      | 2024           | Springfield Thunderbirds   |           |           |
| 54                                                                                            | Slovakien  | Dalibor Dvorský       | C                     | $950 000    | [ 41 ]    | 2027      | 2025           | Springfield Thunderbirds   |           |           |
| 56                                                                                            | USA        | Hugh McGing           | VF/C                  | $775 000    | [ 42 ]    | 2026      | 2023           | Springfield Thunderbirds   |           |           |
| 59                                                                                            | Ryssland   | Nikita Aleksandrov    | C                     | $775 000    | [ 43 ]    | 2026      | 2022           | Springfield Thunderbirds   |           |           |
| 63                                                                                            | Kanada     | Jake Neighbours       | VF                    | $3 500 000  | [ 44 ]    | 2027      | 2021           | Edmonton Oil Kings         |           |           |
| 65                                                                                            | Finland    | Aleksanteri Kaskimäki | C                     | $870 000    | [ 45 ]    | 2027      | 2024           | HIFK                       |           |           |
| 70                                                                                            | Sverige    | Otto Stenberg         | C                     | $950 000    | [ 46 ]    | 2027      | 2024           | Frölunda HC                |           |           |
| 70                                                                                            | Sverige    | Oskar Sundqvist       | HF/C                  | $1 500 000  | [ 47 ]    | 2026      | 2023           | Minnesota Wild             |           |           |
| 71                                                                                            | Kanada     | Mathieu Joseph        | VF/HF                 | $3 300 000  | [ 48 ]    | 2026      | 2024           | Ottawa Senators            |           |           |
| 71                                                                                            | USA        | Dylan Peterson        | C                     | $867 500    | [ 49 ]    | 2026      | 2024           | Boston University Terriers |           |           |
| 80                                                                                            | Sverige    | Simon Robertsson      | HF                    | $867 500    | [ 50 ]    | 2027      | 2024           | Skellefteå AIK             |           |           |
| 81                                                                                            | Kanada     | Dylan Holloway        | VF/C                  | $2 290 457  | [ 51 ]    | 2026      | 2024           | Edmonton Oilers            |           |           |
| 88                                                                                            | Slovakien  | Juraj Pekarčík        | VF                    | $870 000    | [ 52 ]    | 2027      | 2025           | Moncton Wildcats           |           |           |
| 89                                                                                            | Ryssland   | Pavel Butjnevitj      | YF/C                  | $8 000 000  | [ 53 ]    | 2031      | 2021           | New York Rangers           |           |           |
| 93                                                                                            | Tjeckien   | Jakub Štancl          | VF                    | $865 000    | [ 54 ]    | 2027      | 2025           | Kelowna Rockets            |           |           |
| --                                                                                            | USA        | Nick Bjugstad         | C/HF                  | $1 750 000  | [ 55 ]    | 2027      | 2025           | Utah Hockey Club           |           |           |
| --                                                                                            | Tjeckien   | Adam Jecho            | C/HF                  | $872 500    | [ 56 ]    | 2028      | 2025           | Edmonton Oil Kings         |           |           |
| --                                                                                            | Kanada     | Matt Luff             | HF                    | $775 000    | [ 57 ]    | 2026      | 2025           | Springfield Thunderbirds   |           |           |
| --                                                                                            | Schweiz    | Pius Suter            | C/VF                  | $4 250 000  | [ 58 ]    | 2027      | 2025           | Vancouver Canucks          |           |           |
| Positioner: C – HF – VF – YF \| C = Lagkapten; A = Assisterande lagkapten \| = Långtidsskadad |            |                       |                       |             |           |           |                |                            |           |           |

## Staben
Uppdaterat: 24 november 2024.
| Yrkestitel                                           | Namn            |
| ---------------------------------------------------- | --------------- |
| President för ishockeyverksamheten & general manager | Doug Armstrong  |
| Vicepresident för ishockeyverksamheten               | Peter Chiarelli |
| Rådgivare till general manager                       | Al MacInnis     |
| Rådgivare till general manager                       | Scott Mellanby  |
| Chef för spelarpersonalen                            | Tim Taylor      |
| Rådgivare till ishockeyverksamheten                  | Dave Taylor     |
| Tränare                                              | Jim Montgomery  |
| Assisterande tränare                                 | Claude Julien   |
| Assisterande tränare                                 | Steve Ott       |
| Assisterande tränare                                 | Mike Weber      |
| Målvaktstränare                                      | David Alexander |
| Tekniktränare                                        | Michael Babcock |
| Videocoach                                           | Darryl Seward   |
| Rådgivare till tränare                               | Ken Hitchcock   |
| Utvecklingstränare                                   | Matt D'Agostini |
| Utvecklingstränare                                   | Chris Thorburn  |
| Utvecklingstränare                                   | Glen Wesley     |
| Utvecklingsrådgivare till europeiska ishockeyspelare | Alexander Steen |

## Utmärkelser

### Pensionerade nummer
Sex spelarnummer har blivit "pensionerade" av organisationen, det vill säga ingen annan spelare kommer någonsin att få använda samma nummer i St. Louis Blues. Ytterligare ett nummer har blivit pensionerat av själva ligan.
| - #2 Al MacInnis, 1994-2004 - #3 Bob Gassoff, 1974-1977 - #8 Barclay Plager, 1967-1977 - #11 Brian Sutter, 1976-1988 | - #16 Brett Hull, 1987-1998 - #24 Bernie Federko, 1976-1989 - #99 Wayne Gretzky (NHL), 1996 |

### Hyllade spelarnummer
| - #5 Bob Plager, 1967-1978 - Spelarnumret är fortfarande till användning. - #7 Garry Unger (1970-1979), Red Berenson (1968-1971 & 1974-1978), Joe Mullen (1980-1986), Keith Tkachuk (2000-2010) - Spelarnumret är inofficiellt pensionerat. | - #14 Doug Wickenheiser, 1984-1987 - Spelarnumret är inofficiellt pensionerat. |

### Hall of Famers
| - Doug Harvey (Invald 1973) - Spelare: Spelade i Blues mellan 1967 och 1969. - Dickie Moore (Invald 1974) - Spelare: Spelade i Blues mellan 1967 och 1968. - Glenn Hall (Invald 1975) - Spelare: Spelade i Blues mellan 1967 och 1971. - Jacques Plante (Invald 1978) - Spelare: Spelade i Blues mellan 1968 och 1970. - Guy Lapointe (Invald 1993) - Spelare: Spelade i Blues mellan 1981 och 1984. - Peter Šťastný (Invald 1998) - Spelare: Spelade i Blues mellan 1993 och 1995. - Wayne Gretzky (Invald 1999) - Spelare: Spelade i Blues 1996. - Joe Mullen (Invald 2000) - Spelare: Spelade i Blues mellan 1979 och 1986. - Dale Hawerchuk (Invald 2001) - Spelare: Spelade i Blues mellan 1995 och 1996. - Bernie Federko (Invald 2002) - Spelare: Spelade i Blues mellan 1976 och 1989. | - Grant Fuhr (Invald 2003) - Spelare: Spelade i Blues mellan 1995 och 1999. - Al MacInnis (Invald 2007) - Spelare: Spelade i Blues mellan 1994 och 2004. - Scott Stevens (Invald 2007) - Spelare: Spelade i Blues mellan 1990 och 1991. - Brett Hull (Invald 2009) - Spelare: Spelade i Blues mellan 1988 och 1998. - Doug Gilmour (Invald 2011) - Spelare: Spelade i Blues mellan 1983 och 1988. - Adam Oates (Invald 2012) - Spelare: Spelade i Blues mellan 1989 och 1992. - Brendan Shanahan (Invald 2013) - Spelare: Spelade i Blues mellan 1991 och 1995. - Phil Housley (Invald 2015) - Spelare: Spelade i Blues mellan 1993 och 1994. - Chris Pronger (Invald 2015) - Spelare: Spelade i Blues mellan 1995 och 2004. |

### Troféer
| Presidents' Trophy - 1999-2000 Bill Masterton Memorial Trophy - Blake Dunlop: 1980-1981 - Jamie McLennan: 1997-1998 Calder Memorial Trophy - Barret Jackman: 2002-2003 Conn Smythe Trophy - Glenn Hall: 1967-1968 Frank J. Selke Trophy - Rick Meagher: 1989-1990 Hart Memorial Trophy - Brett Hull: 1990-1991 - Chris Pronger: 1999-2000 Jack Adams Award - Gordon Berenson: 1980-1981 - Brian Sutter: 1991-1992 - Joel Quenneville: 1999-2000 James Norris Memorial Trophy - Al MacInnis: 1998-1999 - Chris Pronger: 1999-2000 | King Clancy Memorial Trophy - Kelly Chase: 1997-1998 Lady Byng Memorial Trophy - Phil Goyette: 1969-1970 - Brett Hull: 1989-1990 - Pavol Demitra: 1999-2000 Lester B. Pearson Award - Mike Liut: 1980-1981 - Brett Hull: 1990-1991 Lester Patrick Trophy - Larry Pleau: 2001-2002 NHL Plus/Minus Award - Paul Cavallini: 1989-1990 - Chris Pronger: 1997-1998, 1999-2000 Vezina Trophy - Glenn Hall: 1968-1969 - Jacques Plante: 1968-1969 William M. Jennings Trophy - Roman Turek: 1999-2000 - Brian Elliott: 2011-2012 - Jaroslav Halák: 2011-2012 |

## General manager
| - Lynn Patrick, 1967–1968 - Scotty Bowman, 1968–1971 - Sid Abel, 1971–1972 - Charles Catto, 1972–1974 - Gerry Ehman, 1974–1975 - Dennis Ball, 1975–1976 | - Emile Francis, 1976–1983 - Ron Caron, 1983–1994 - Mike Keenan, 1994–1996 - Ron Caron, 1996–1997 - Larry Pleau, 1997–2010 - Doug Armstrong, 2010–1 |

## Tränare
| - Lynn Patrick, 1967 - Scotty Bowman, 1967–1970 - Al Arbour, 1970–1971 - Scotty Bowman, 1971 - Sid Abel, 1971 - Bill McCreary, Sr., 1971 - Al Arbour, 1971–1972 - Jean-Guy Talbot, 1972–1974 - Lou Angotti, 1974 - Lynn Patrick, 1974 - Garry Young, 1974–1975 - Lynn Patrick, 1975–1976 - Leo Boivin, 1976 - Emile Francis, 1976–1977 - Leo Boivin, 1977–1978 - Barclay Plager, 1978–1979 - Red Berenson, 1979–1982 - Emile Francis, 1982 | - Barclay Plager, 1982-1983 - Jacques Demers, 1983–1986 - Jacques Martin, 1986–1988 - Brian Sutter, 1988–1992 - Bob Plager, 1992 - Bob Berry, 1992–1994 - Mike Keenan, 1994–1996 - Jim Roberts, 1996–1997 - Joel Quenneville, 1997–2004 - Mike Keenan, 2004–2006 - Andy Murray, 2006–2010 - Davis Payne, 2010–2011 - Ken Hitchcock, 2011–2017 - Mike Yeo, 2017–2018 - Craig Berube, 2018–20231 - Drew Bannister, 2023–2024 - Jim Montgomery, 2024– |

## Lagkaptener
| - Al Arbour, 1967–1970 - Red Berenson, 1970–1971 - Al Arbour, 1971 - Barclay Plager, 1971–1976 - Red Berenson, 1976 - Garry Unger, 1976–1977 - Red Berenson, 1977–1978 - Barry Gibbs, 1978–1979 - Brian Sutter, 1979–1988 - Bernie Federko, 1988–1989 - Rick Meagher, 1989–1990 - Scott Stevens, 1990–1991 - Garry Butcher, 1991–1992 - Brett Hull, 1992–1995 | - Shayne Corson, 1995–1996 - Wayne Gretzky, 1996 - Ingen kapten var utsedd, 1996–1997 - Chris Pronger, 1997–2003 - Al MacInnis, 2003–2004 - Ingen kapten var utsedd, 2004–2005 (Lockout) - Dallas Drake, 2005–2007 - Ingen kapten var utsedd, 2007–2008 - Eric Brewer, 2008–2011 - David Backes, 2011–2016 - Alex Pietrangelo, 2016–20201 - Ryan O'Reilly, 2020–2023 - Brayden Schenn, 2023– |

1 Vann Stanley Cup med Blues.

## Statistik

### Poängledare
Topp tio för mest poäng i klubbens historia. Siffrorna uppdateras efter varje genomförd säsong.

Pos = Position; SM = Spelade matcher; M = Mål; A = Assists; P = Poäng; P/M = Poäng per match * = Fortfarande aktiv i klubben ** = Fortfarande aktiv i NHL

#### Grundserie
Uppdaterat efter 2011-12
| Spelare        | Pos | SM  | M   | A   | P     | P/M  |
| Bernie Federko | C   | 927 | 352 | 721 | 1,073 | 1.16 |
| Brett Hull     | HF  | 744 | 527 | 409 | 936   | 1.26 |
| Brian Sutter   | VF  | 779 | 303 | 333 | 636   | .82  |
| Garry Unger    | C   | 662 | 292 | 283 | 575   | .87  |
| Pavol Demitra  | VF  | 494 | 204 | 289 | 493   | 1.00 |
| Al MacInnis    | B   | 613 | 127 | 325 | 452   | .74  |
| Keith Tkachuk  | VF  | 542 | 208 | 219 | 427   | .79  |
| Red Berenson   | VF  | 519 | 172 | 240 | 412   | .79  |
| Chris Pronger  | B   | 598 | 84  | 272 | 356   | .60  |
| Pierre Turgeon | C   | 327 | 134 | 221 | 355   | 1.09 |

## Svenska spelare
Uppdaterat: 2016-07-05
| Målvakter      | Målvakter | Målvakter | Målvakter | Målvakter | Målvakter | Målvakter  | Målvakter | Målvakter | Målvakter | Målvakter | Målvakter | Målvakter | Målvakter  | Målvakter | Målvakter | Målvakter | Målvakter | Målvakter   |
| Spelare        | #         | Från      | Till      | Matcher¹  | Vinster¹  | Förluster¹ | Övertid¹  | GAA¹      | SVS%¹     | Nollor¹   | Matcher²  | Vinster²  | Förluster² | Övertid²  | GAA²      | SVS%²     | Nollor²   | Stanley Cup |
| -------------- | --------- | --------- | --------- | --------- | --------- | ---------- | --------- | --------- | --------- | --------- | --------- | --------- | ---------- | --------- | --------- | --------- | --------- | ----------- |
| Anders Nilsson | 39        | 2016      | 2016      | 3         | 0         | 1          | -         | 2,76      | .909      | 0         | 0         | 0         | 0          | -         | 0,00      | .000      | 0         | 0           |

| Utespelare        | Utespelare | Utespelare | Utespelare | Utespelare | Utespelare | Utespelare | Utespelare | Utespelare | Utespelare | Utespelare | Utespelare | Utespelare | Utespelare | Utespelare | Utespelare | Utespelare  |
| Spelare           | Pos        | #          | K/A        | Från       | Till       | Matcher¹   | Mål¹       | Assists¹   | Poäng¹     | PIM¹       | Matcher²   | Mål²       | Assists¹   | Poäng²     | PIM²       | Stanley Cup |
| ----------------- | ---------- | ---------- | ---------- | ---------- | ---------- | ---------- | ---------- | ---------- | ---------- | ---------- | ---------- | ---------- | ---------- | ---------- | ---------- | ----------- |
| Inge Hammarström  | VF         | 17         |            | 1977       | 1979       | 135        | 31         | 41         | 72         | 12         | 0          | 0          | 0          | 0          | 0          | 0           |
| Jörgen Pettersson | VF         | 22         |            | 1980       | 1985       | 365        | 161        | 171        | 332        | 105        | 36         | 14         | 10         | 24         | 2          | 0           |
| Robert Nordmark   | B          | 27         |            | 1987       | 1988       | 67         | 3          | 18         | 21         | 60         | 0          | 0          | 0          | 0          | 0          | 0           |
| Ricard Persson    | B          | 28, 7      |            | 1996       | 2000       | 149        | 5          | 28         | 33         | 177        | 22         | 1          | 4          | 5          | 44         | 0           |
| Christer Olsson   | B          | 35         |            | 1995       | 1996       | 31         | 2          | 9          | 11         | 14         | 3          | 0          | 0          | 0          | 0          | 0           |
| Christian Bäckman | B          | 55         |            | 2002       | 2008       | 228        | 19         | 45         | 64         | 130        | 5          | 0          | 2          | 2          | 4          | 0           |
| Patrik Berglund   | C          | 21         |            | 2008       | 2018       | 694        | 168        | 154        | 322        | 242        | 60         | 10         | 16         | 26         | 24         | 0           |
| Jonas Junland     | B          | 53         |            | 2008       | 2010       | 4          | 0          | 2          | 2          | 2          | 0          | 0          | 0          | 0          | 0          | 0           |
| Alexander Steen   | C          | 20         | A          | 2008       | 2020       | 765        | 195        | 301        | 496        | 348        | 91         | 15         | 21         | 36         | 62         | 1           |
| Magnus Pääjärvi   | VF         | 56         |            | 2013       | 2018       | 189        | 19         | 20         | 39         | 34         | 11         | 1          | 3          | 4          | 2          | 0           |
| Carl Gunnarsson   | B          | 4          |            | 2014       | 2021       | 325        | 15         | 37         | 52         | 87         | 61         | 1          | 5          | 6          | 19         | 1           |
| Oscar Sundqvist   | C          | 70         |            | 2017 2023  | 2022       | 200        | 35         | 48         | 83         | 90         | 36         | 4          | 6          | 10         | 10         | 1           |
| Joakim Lindström  | HF         | 10         |            | 2014       | 2015       | 34         | 3          | 3          | 6          | 8          | 0          | 0          | 0          | 0          | 0          | 0           |
| Calle Rosén       | B          | 43         |            | 2021       |            |            |            |            |            |            |            |            |            |            |            |             |
| Philip Broberg    | B          |            |            | 2024       |            |            |            |            |            |            |            |            |            |            |            |             |

¹ = Grundserie
² = Slutspel
Övertid = Vunnit matcher som har gått till övertid. | GAA = Insläppta mål i genomsnitt | SVS% = Räddningsprocent | Nollor = Hållit nollan det vill säga att motståndarlaget har ej lyckats göra mål på målvakten under en match. | K/A = Om spelare har varit lagkapten och/eller assisterande lagkapten | PIM = Utvisningsminuter

## Första draftval
| År   | Spelare                                    | Pos.                                       | Klubbar                                                        | NHL-karriär                                |                                            |                                            |
| ---- | ------------------------------------------ | ------------------------------------------ | -------------------------------------------------------------- | ------------------------------------------ | ------------------------------------------ | ------------------------------------------ |
| 1967 | Blues saknade val i förstarundan.          | Blues saknade val i förstarundan.          | Blues saknade val i förstarundan.                              | Blues saknade val i förstarundan.          | Blues saknade val i förstarundan.          | Blues saknade val i förstarundan.          |
| 1968 | Gary Edwards                               | MV                                         | Blues, Kings, Barons, North Stars, Oilers, Penguins            | 1968–1970, 1981-1982                       | Vald som nummer sex.                       |                                            |
| 1969 | Blues saknade val i förstarundan.          | Blues saknade val i förstarundan.          | Blues saknade val i förstarundan.                              | Blues saknade val i förstarundan.          | Blues saknade val i förstarundan.          | Blues saknade val i förstarundan.          |
| 1970 | Blues saknade val i förstarundan.          | Blues saknade val i förstarundan.          | Blues saknade val i förstarundan.                              | Blues saknade val i förstarundan.          | Blues saknade val i förstarundan.          | Blues saknade val i förstarundan.          |
| 1971 | Gene Carr                                  | C                                          | Blues, Rangers, Kings, Penguins, Flames                        | 1971–1972                                  | Vald som nummer fyra.                      |                                            |
| 1972 | Wayne Merrick                              | C                                          | Blues, Seals, Barons, Islanders                                | 1972–1984                                  | Vald som nummer nio.                       |                                            |
| 1973 | John Davidson                              | MV                                         | Blues, Rangers                                                 | 1973–1983                                  | Vald som nummer fem.                       |                                            |
| 1974 | Blues saknade val i förstarundan.          | Blues saknade val i förstarundan.          | Blues saknade val i förstarundan.                              | Blues saknade val i förstarundan.          | Blues saknade val i förstarundan.          | Blues saknade val i förstarundan.          |
| 1975 | Blues saknade val i förstarundan.          | Blues saknade val i förstarundan.          | Blues saknade val i förstarundan.                              | Blues saknade val i förstarundan.          | Blues saknade val i förstarundan.          | Blues saknade val i förstarundan.          |
| 1976 | Bernie Federko                             | C                                          | Blues, Red Wings                                               | 1976–1990                                  | Vald som nummer sju.                       |                                            |
| 1977 | Scott Campbell                             | D                                          | Jets, Blues                                                    | 1977–1986                                  | Vald som nummer nio.                       |                                            |
| 1978 | Wayne Babych                               | HF                                         | Blues, Penguins, Nordiques, Whalers                            | 1978–1987                                  | Vald som nummer tre.                       |                                            |
| 1979 | Perry Turnbull                             | VF                                         | Blues, Canadiens, Jets                                         | 1979–1988                                  | Vald som nummer två.                       |                                            |
| 1980 | Rik Wilson                                 | B                                          | Blues, Flames, Blackhawks                                      | 1981–1986, 1987-1988                       | Vald som nummer tolv.                      |                                            |
| 1981 | Marty Ruff                                 | D                                          | Spelade aldrig i NHL.                                          | Spelade aldrig i NHL.                      | Vald som nummer 20.                        |                                            |
| 1982 | Blues saknade val i förstarundan.          | Blues saknade val i förstarundan.          | Blues saknade val i förstarundan.                              | Blues saknade val i förstarundan.          | Blues saknade val i förstarundan.          | Blues saknade val i förstarundan.          |
| 1983 | Blues medverkade ej i draften.             | Blues medverkade ej i draften.             | Blues medverkade ej i draften.                                 | Blues medverkade ej i draften.             | Blues medverkade ej i draften.             | Blues medverkade ej i draften.             |
| 1984 | Blues saknade val i förstarundan.          | Blues saknade val i förstarundan.          | Blues saknade val i förstarundan.                              | Blues saknade val i förstarundan.          | Blues saknade val i förstarundan.          | Blues saknade val i förstarundan.          |
| 1985 | Blues saknade val i förstarundan.          | Blues saknade val i förstarundan.          | Blues saknade val i förstarundan.                              | Blues saknade val i förstarundan.          | Blues saknade val i förstarundan.          | Blues saknade val i förstarundan.          |
| 1986 | Jocelyn Lemieux                            | VF                                         | Blues, Canadiens, Blackhawks, Whalers, Flames, Devils, Coyotes | 1986–1998                                  | Vald som nummer 20.                        |                                            |
| 1987 | Keith Osborne                              | HF                                         | Blues, Lightning                                               | 1989-1990, 1992-1993                       | Vald som nummer 20.                        |                                            |
| 1988 | Rod Brind'Amour                            | C                                          | Blues, Flyers, Hurricanes                                      | 1988–2010                                  | Vald som nummer nio.                       |                                            |
| 1989 | Jason Marshall                             | B                                          | Blues, Mighty Ducks, Capitals, Wild, Sharks                    | 1991–1992, 1994-2004, 2005-2006            | Vald som nummer nio.                       |                                            |
| 1990 | Blues saknade val i förstarundan.          | Blues saknade val i förstarundan.          | Blues saknade val i förstarundan.                              | Blues saknade val i förstarundan.          | Blues saknade val i förstarundan.          | Blues saknade val i förstarundan.          |
| 1991 | Blues saknade val i förstarundan.          | Blues saknade val i förstarundan.          | Blues saknade val i förstarundan.                              | Blues saknade val i förstarundan.          | Blues saknade val i förstarundan.          | Blues saknade val i förstarundan.          |
| 1992 | Blues saknade val i förstarundan.          | Blues saknade val i förstarundan.          | Blues saknade val i förstarundan.                              | Blues saknade val i förstarundan.          | Blues saknade val i förstarundan.          | Blues saknade val i förstarundan.          |
| 1993 | Blues saknade val i förstarundan.          | Blues saknade val i förstarundan.          | Blues saknade val i förstarundan.                              | Blues saknade val i förstarundan.          | Blues saknade val i förstarundan.          | Blues saknade val i förstarundan.          |
| 1994 | Blues saknade val i förstarundan.          | Blues saknade val i förstarundan.          | Blues saknade val i förstarundan.                              | Blues saknade val i förstarundan.          | Blues saknade val i förstarundan.          | Blues saknade val i förstarundan.          |
| 1995 | Blues saknade val i förstarundan.          | Blues saknade val i förstarundan.          | Blues saknade val i förstarundan.                              | Blues saknade val i förstarundan.          | Blues saknade val i förstarundan.          | Blues saknade val i förstarundan.          |
| 1996 | Marty Reasoner                             | C                                          | Blues, Oilers, Bruins, Thrashers, Panthers, Islanders          | 1999–2013                                  | Vald som nummer 14.                        |                                            |
| 1997 | Blues saknade val i förstarundan.          | Blues saknade val i förstarundan.          | Blues saknade val i förstarundan.                              | Blues saknade val i förstarundan.          | Blues saknade val i förstarundan.          | Blues saknade val i förstarundan.          |
| 1998 | Christian Bäckman                          | B                                          | Blues, Rangers, Blue Jackets                                   | 2002–2009                                  | Vald som nummer 24.                        |                                            |
| 1999 | Barret Jackman                             | B                                          | Blues, Predators                                               | 2001–2016                                  | Vald som nummer 17.                        |                                            |
| 2000 | Jeff Taffe                                 | C                                          | Coyotes, Rangers, Penguins, Panthers, Blackhawks, Wild         | 2002–2012                                  | Vald som nummer 30.                        |                                            |
| 2001 | Blues saknade val i förstarundan.          | Blues saknade val i förstarundan.          | Blues saknade val i förstarundan.                              | Blues saknade val i förstarundan.          | Blues saknade val i förstarundan.          | Blues saknade val i förstarundan.          |
| 2002 | Blues saknade val i förstarundan.          | Blues saknade val i förstarundan.          | Blues saknade val i förstarundan.                              | Blues saknade val i förstarundan.          | Blues saknade val i förstarundan.          | Blues saknade val i förstarundan.          |
| 2003 | Shawn Belle                                | B                                          | Wild, Canadiens, Oilers, Avalanche                             | 2006–2007, 2009-2011                       | Vald som nummer 30.                        |                                            |
| 2004 | Marek Schwarz                              | MV                                         | Blues                                                          | 2006–2008                                  | Vald som nummer 17.                        |                                            |
| 2005 | T.J. Oshie                                 | C                                          | Blues, Capitals                                                | 2008–                                      | Vald som nummer 24.                        |                                            |
| 2006 | Erik Johnson                               | B                                          | Blues, Avalanche                                               | 2007–                                      | Vald som nummer ett.                       |                                            |
| 2006 | Patrik Berglund                            | C                                          | Blues                                                          | 2008–                                      | Vald som nummer 25.                        |                                            |
| 2007 | Lars Eller                                 | C                                          | Blues, Canadiens, Capitals                                     | 2009–                                      | Vald som nummer 13.                        |                                            |
| 2007 | Ian Cole                                   | B                                          | Blues, Penguins                                                | 2010–                                      | Vald som nummer 18.                        |                                            |
| 2007 | David Perron                               | C                                          | Blues, Oilers, Penguins, Ducks                                 | 2007–                                      | Vald som nummer 26.                        |                                            |
| 2008 | Alex Pietrangelo                           | B                                          | Blues                                                          | 2008–                                      | Vald som nummer fyra.                      |                                            |
| 2009 | David Rundblad                             | B                                          | Senators, Coyotes, Blackhawks                                  | 2011–2016                                  | Vald som nummer 17.                        |                                            |
| 2010 | Jaden Schwartz                             | C                                          | Blues                                                          | 2011–                                      | Vald som nummer 14.                        |                                            |
| 2010 | Vladimir Tarasenko                         | HF                                         | Blues                                                          | 2013–                                      | Vald som nummer 16.                        |                                            |
| 2011 | Blues saknade val i förstarundan.          | Blues saknade val i förstarundan.          | Blues saknade val i förstarundan.                              | Blues saknade val i förstarundan.          | Blues saknade val i förstarundan.          | Blues saknade val i förstarundan.          |
| 2012 | Jordan Schmaltz                            | B                                          | Har ännu inte spelat i NHL.                                    | Har ännu inte spelat i NHL.                | Vald som nummer 25.                        |                                            |
| 2013 | Organisationen saknade val i förstarundan. | Organisationen saknade val i förstarundan. | Organisationen saknade val i förstarundan.                     | Organisationen saknade val i förstarundan. | Organisationen saknade val i förstarundan. | Organisationen saknade val i förstarundan. |
| 2014 | Robby Fabbri                               | C                                          | Blues                                                          | 2013–                                      | Vald som nummer 21.                        |                                            |
| 2015 | Organisationen saknade val i förstarundan. | Organisationen saknade val i förstarundan. | Organisationen saknade val i förstarundan.                     | Organisationen saknade val i förstarundan. | Organisationen saknade val i förstarundan. | Organisationen saknade val i förstarundan. |
| 2016 | Tage Thompson                              | C                                          | Har ännu inte spelat i NHL.                                    | Har ännu inte spelat i NHL.                | Vald som nummer 26.                        |                                            |